# Monognathus herringi
Monognathus herringi är en fiskart som beskrevs av Erik Bertelsen och Nielsen, 1987. Monognathus herringi ingår i släktet Monognathus och familjen Monognathidae. Inga underarter finns listade i Catalogue of Life.